# Fontenelle, Aisne
Fontenelle là một xã ở tỉnh Aisne, vùng Hauts-de-France thuộc miền bắc nước Pháp.